# Holly Humberstone
Pour les articles homonymes, voir Humberstone.
Holly Humberstone, née le 17 décembre 1999 à Grantham en Angleterre, est une auteure-compositrice-interprète britannique.

## Biographie
Holly Humberstone est née à Grantham dans le Lincolnshire en Angleterre de parents tous les deux médecins du National Health Service,. Elle a trois sœurs. Ses parents l'encouragent à être créative et elle commence très tôt à écrire et composer des chansons. Initiée au violon, elle a joué de cet instrument dans le Lincolnshire Youth Symphony Orchestra. Elle a également étudié les arts du spectacle au Liverpool Institute for Performing Arts (LIPA) à Liverpool.
En 2017 la jeune chanteuse se fait remarquer en participant au programme de la radio nationale BBC Music Introducing ouvert aux nouveaux talents. Cela lui permet de nouer des liens avec le milieu musical professionnel, de peaufiner sa technique d'écriture et de composition, et de monter sur la scène BBC Introducing lors du festival de Glastonbury le 29 juin 2019,.
Fin janvier 2020 elle dévoile son premier single, Deep End, juste avant de commencer une tournée européenne en première partie de Lewis Capaldi.
Deux singles suivent: Falling Asleep at the Wheel en mars et Overkill en juin. En juillet, elle dévoile une reprise de Fake Plastic Trees du groupe Radiohead. Le 14 août 2020 sort son premier EP intitulé Falling Asleep at the Wheel où l'on retrouve les trois premiers singles et trois autres chansons : Drop Dead, Vanilla et Livewire. L'EP est remarqué par la presse spécialisée, notamment le New Musical Express qui l'encense. Il obtient un joli succès en streaming avec 65 millions d'écoutes.
En 2021, Holly Humberstone signe chez le label Polydor au Royaume-Uni et Darkroom/Interscope Records aux États-Unis. Elle se produit pour la première fois Outre-Atlantique en octobre, au Roxy Theatre à Los Angeles et à la Bowery Ballroom à New York, juste avant la sortie du deuxième EP, The Walls Are Way Too Thin, le 12 novembre 2021 qui reçoit à nouveau un accueil positif de la critique,,. Cinq des six titres qu'il comporte sont extraits en single et font l'objet d'un clip dont Please Don't Leave Just Yet qui est coécrit avec Matthew Healy le chanteur du groupe The 1975. L'EP entre dans le classement hebdomadaire des ventes d'albums britanniques à la 64e place.
Dans le cadre des Brit Awards 2022, Holly Humberstone remporte le prix Rising Star (anciennement Critic's Choice) qui récompense les nouveaux artistes prometteurs. L'annonce a été faite le 9 décembre 2021 par l'animatrice Clara Amfo (en) dans son émission de la BBC Radio 1,.
Le jour de l'annonce, la lauréate reprend dans une version acoustique la chanson Seventeen Going Under en duo avec son interprète original, Sam Fender. En janvier 2022, elle sort un nouveau single, London Is Lonely, annonciateur d'un futur premier album. Le 2 mars 2022, elle est récompensée aux NME Awards avec l'EP The Walls Are Way Too Thin qui gagne le prix de la meilleure mixtape. Côté scène, elle joue en première partie de la chanteuse norvégienne Girl in Red et est invitée par Olivia Rodrigo sur plusieurs dates de sa tournée nord américaine.
Au cours de l'année, Holly Humberstone dévoile deux nouvelles chansons, Sleep Tight en avril et Can You Afford to Lose Me? en octobre. Cette dernière est incluse dans la réédition des deux EPs sous la forme d'un album auquel elle donne son titre, tandis que la chanteuse déclare toujours travailler sur son premier véritable album.
Ce premier album, intitulé Paint My Bedroom Black, sort le 13 octobre 2023. Il entre à la 5e place du classement des ventes d'albums au Royaume-Uni.
Le 15 mars 2024, Holly Humberstone sort un nouvel EP, Work in Progress. Le 5 août 2024, elle est annoncée en première partie du spectacle du 16 août 2024 de la tournée The Eras Tour de Taylor Swift. 

## Style musical et influences
Holly Humberstone cite Damien Rice (notamment son album O qu'elle aime tout particulièrement,), Ben Howard, Phoebe Bridgers et le groupe Haim comme inspirations musicales. De par son style musical intime et « atmosphérique » elle a souvent été associée par les médias à des artistes comme Lorde ou le groupe Bon Iver.
Pour l'écriture de ses chansons, Holly Humberstone s'appuie sur son vécu personnel ou celui de son entourage proche, notamment dans le domaine des relations sentimentales,,.

## Discographie

### EPs
- 2020 : Falling Asleep at the Wheel
- 2021 : The Walls Are Way Too Thin
- 2022 : Can You Afford To Lose Me? (Album compilation des deux précédents EPs)
- 2024 : Work In Progress[32]

### Album
- 2023 : Paint My Bedroom Black[23]

## Distinctions
- Brit Awards 2022 : Rising Star Award[17]
- NME Awards 2022 : Meilleure mixtape pour l'EP The Walls Are Way Too Thin[20]